# فروچو لامبورگینی
فروچیو لامبورگینی (به ایتالیایی: Ferruccio Lamborghini) (زاده ۲۸ آوریل ۱۹۱۶ – ۲۰ فوریه ۱۹۹۳) مهندس، مکانیک و صنعتگر ایتالیایی بود که شرکت خودروسازی لامبورگینی را در سال ۱۹۶۳ تأسیس کرد.
وی با استفاده از دانش مکانیکی که داشت، وارد کسب و کار تولید تراکتور شد و در سال ۱۹۴۸ کارخانه لامبورگینی تراتوری را تأسیس نمود و در میان سال‌های وقوع اصلاحات اقتصادی پس از جنگ ایتالیا، به سرعت به مهمترین تولیدکننده تجهیزات کشاورزی تبدیل شد.
لامبورگینی در سال ۱۹۵۹، کارخانه لامبورگینی بورسیاتوری را راه‌اندازی نمود، که بخاری‌های نفتی تولید می‌کرد و بعدها وارد کسب و کار تولید تجهیزات تهویه مطبوع گردید.
در سال ۱۹۶۳، او مشهورترین کارخانه خود، با نام لامبورگینی اتومبیل را، ایجاد کرد، که در زمینه تولید و ارائه خودروهای اسپورت فعالیت می‌نمود.
فروچیو لامبورگینی، در سال ۱۹۶۹ چهارمین کارخانه خود به نام لامبورگینی اولئودینامیکا را تأسیس کرد. وی تا اواخر دهه ۱۹۷۰ بسیاری از دارایی‌های خود را، به فروش رساند و بازنشسته شد. لامبورگینی در سال ۱۹۹۳ بر اثر حمله قلبی، درگذشت.

## نگارخانه

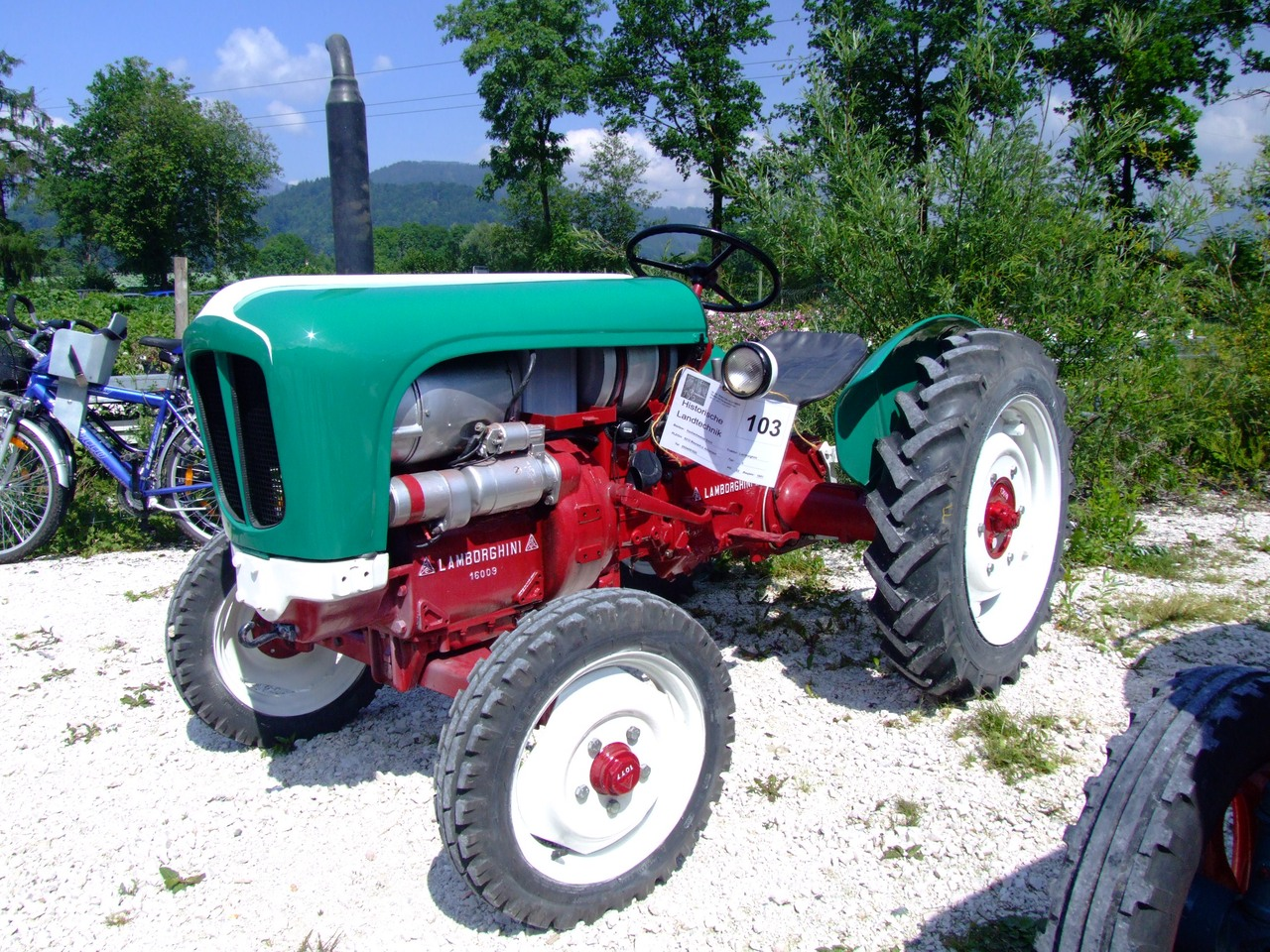
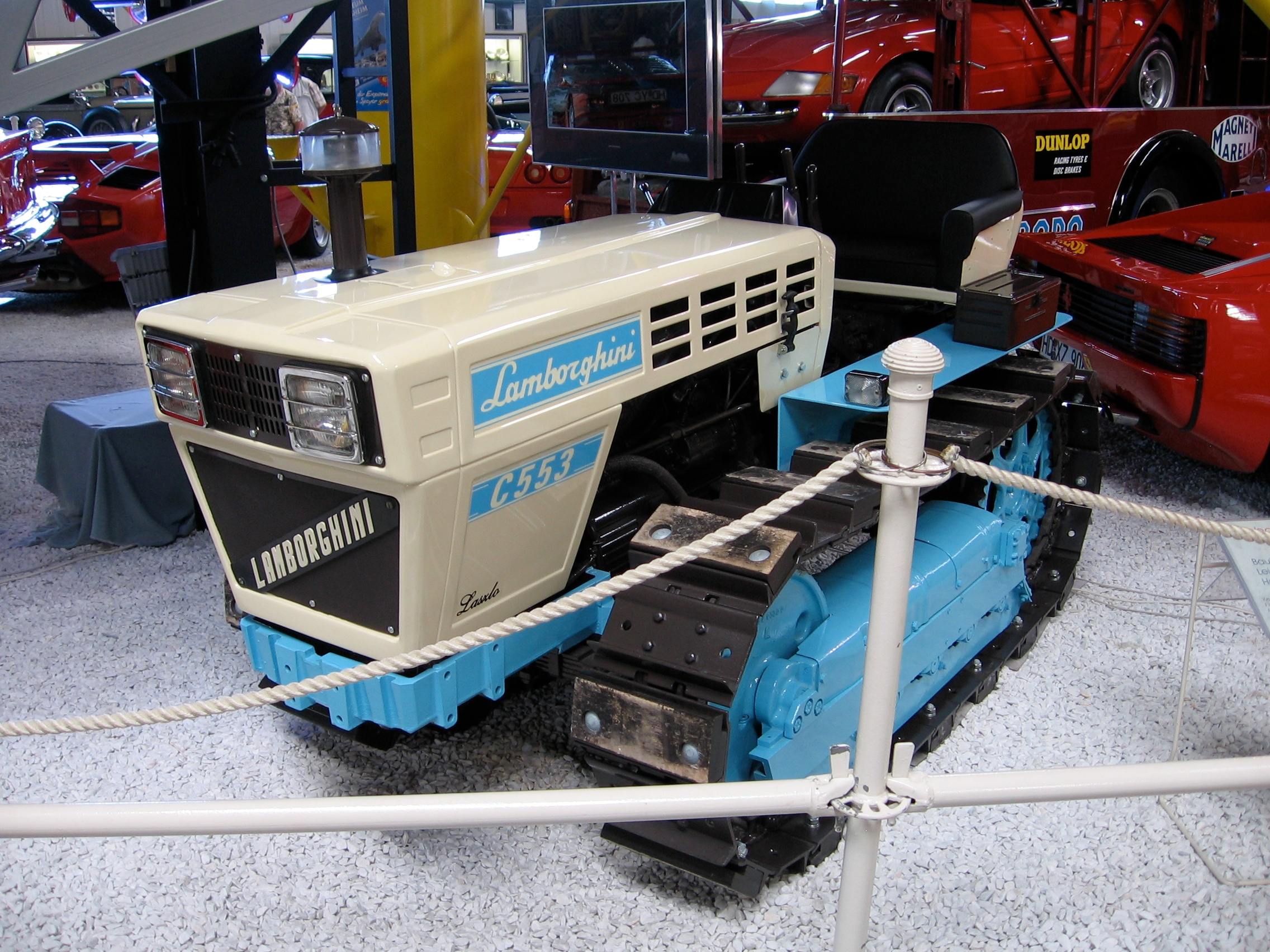
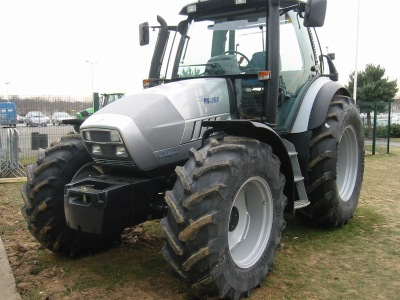
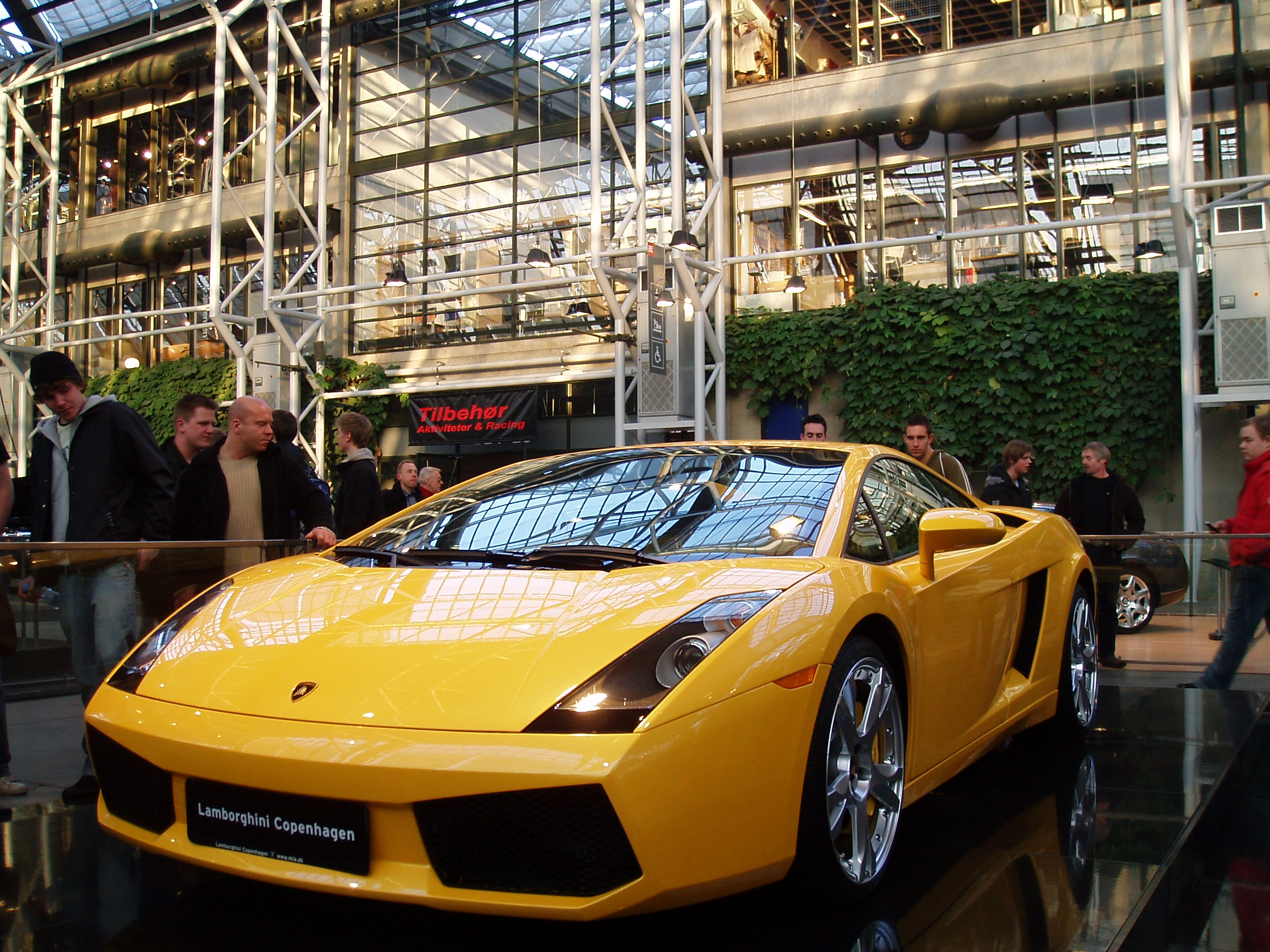